# Malá Domaša (powiat Vranov nad Topľou)
Malá Domaša – wieś (obec) na Słowacji, położona w kraju preszowskim w powiecie Vranov nad Topľou. Pierwsza wzmianka pisemna o miejscowości pojawiła się w roku 1317.
Wieś położona jest w bezpośrednim sąsiedztwie zbiornika Malá Domaša.

## Historia
- Pod koniec XVIII wieku w miejscowości mieszkało nieco ponad 300 osób, w roku 1828 – 346. W roku 1831 na tych terenach miała miejsce epidemia cholery. Liczba mieszkańców w roku 1881 wynosiła 284[7].
- W maju 1942 wszyscy mieszkańcy narodowości żydowskiej wywiezieni zostali do obozów koncentracyjnych. W latach 1944–1945 z 58 domów, 53 zostało częściowo lub całkowicie zniszczonych (spalonych)[8].

W miejscowości Malá Domaša zamieszkują katolicy obrządku greckiego i rzymskiego. Znajduje się w niej kościół Wniebowzięcia Marii Panny.

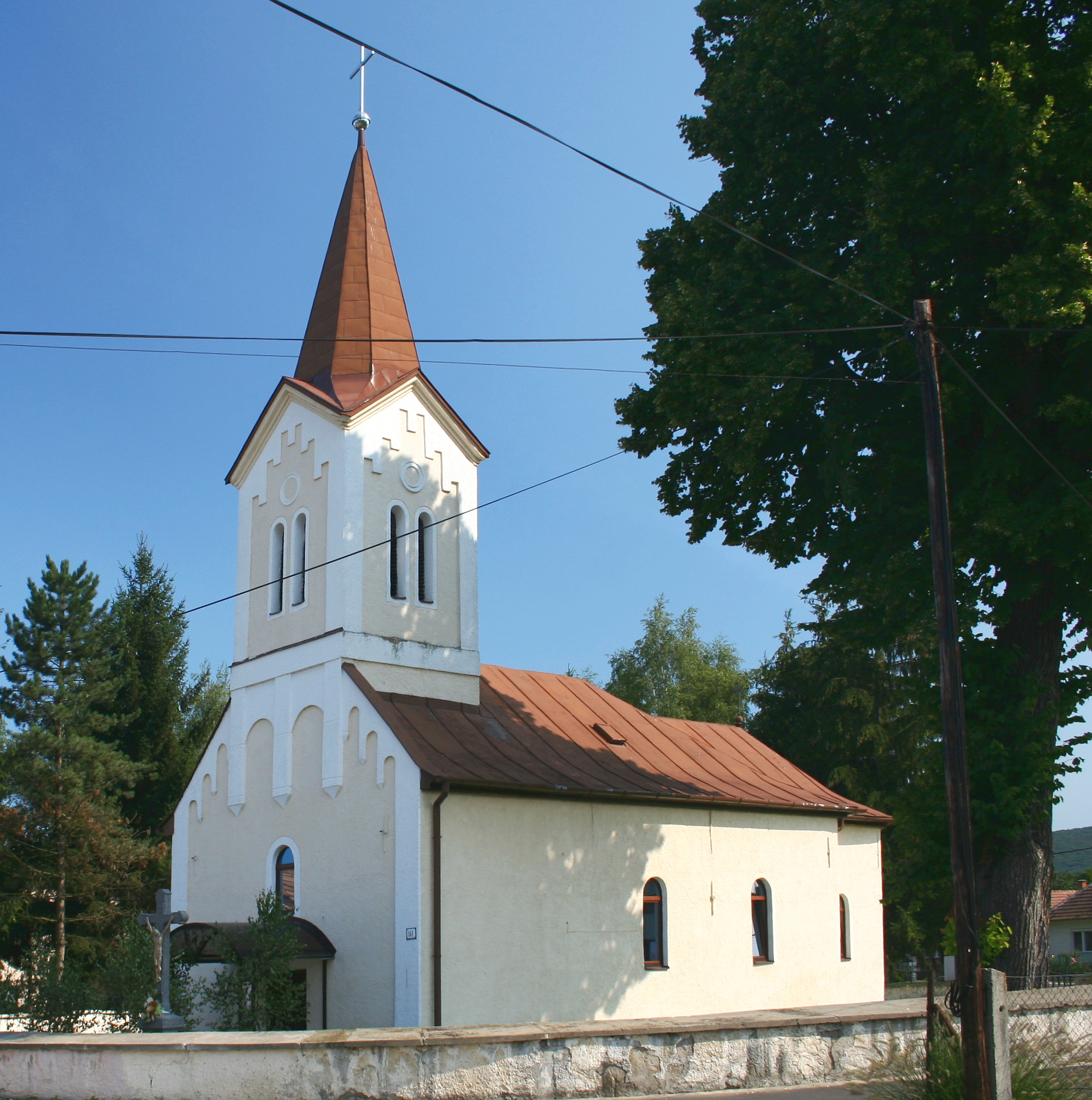
Kościół
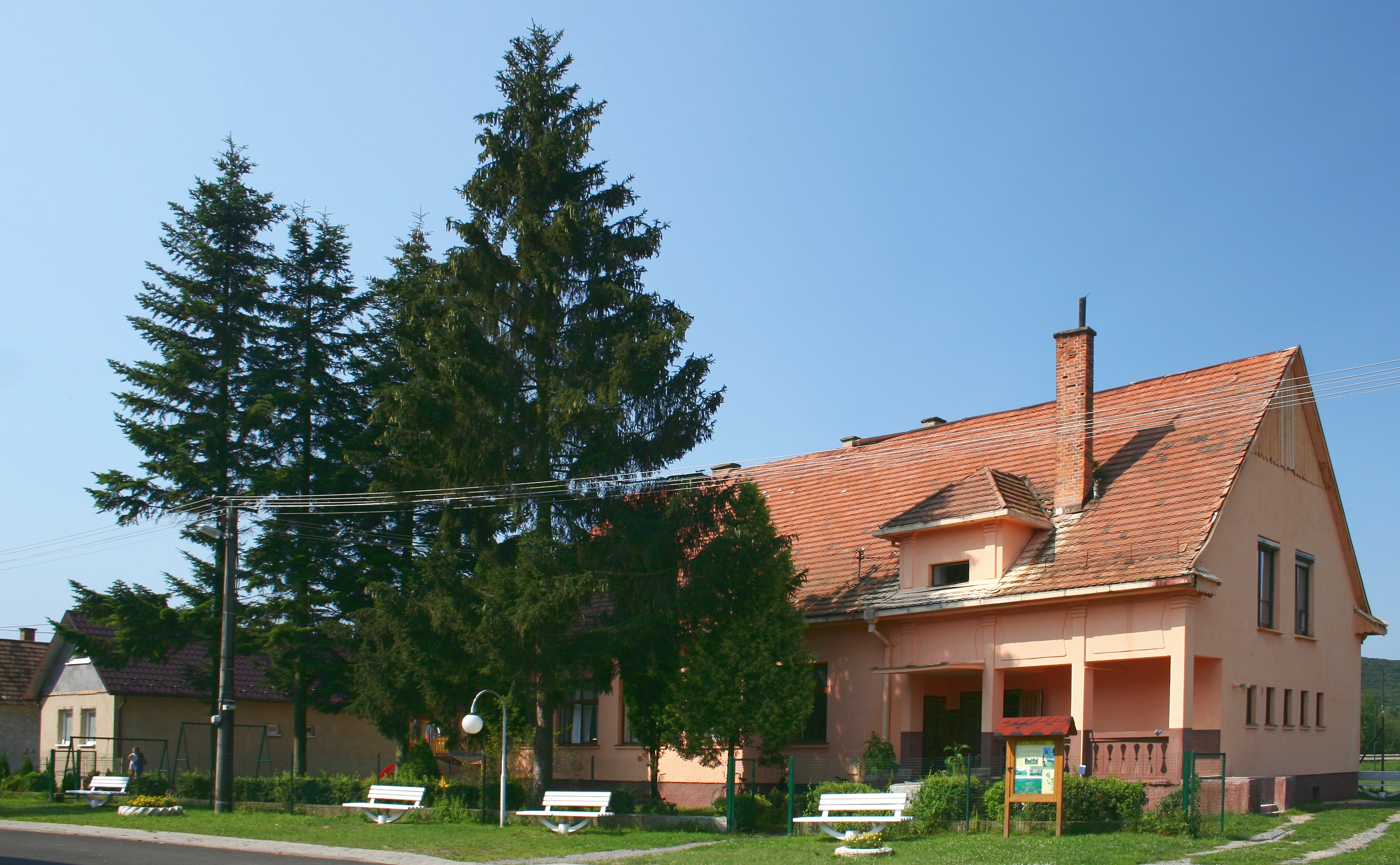
Budynek w centrum miejscowości